# Одеський машинобудівний завод
Приватне Акціонерне Товариство «Одеський машинобудівний завод» — одне з найстаріших машинобудівних підприємств Півдня України, яке спеціалізоване на випуску гірничошахтного і гірничорудного обладнання, займаючи монопольне положення по виробництву шахтних лебідок, тепловозних домкратів, запасних частин для вантажних залізничних вагонів.
Продукція, що виготовляється на ПАТ «ОМЗ» сертифікована в системі Державної сертифікації України.
Завод є одним з основних постачальників номенклатури запасних частин для вантажних залізничних вагонів, а також основним виробником тепловозних домкратів ДТ-30, ДТ-40, ДТ-30П, ДТ-40П в Україні.
Шахтне і залізничне обладнання, що виготовляється заводом постачається на підприємства добувної промисловості України, Росії, Казахстану, Білорусі, Естонії, Узбекистану; залізничні дороги України, Казахстану, Грузії, Азербайджану. Виробництво шахтних лебідок ЛВ-25, 1ЛШВ-01, 1ЛВ-09, 1ЛВ-10, ЛП, тепловозних домкратів ДТ-30, ДТ-40 (ДТ-30П, ДТ-40П), башмака гальмівного гіркового сертифіковано в системі Державної сертифікації України.
Продукція, яка виготовляється:
- Резервуари для нафтопродуктів
- Танк-контейнер для бітума
- Кузови самоскидів
- Шахтні лебідки ЛВ-25, 1ЛШВ-01, 1ЛВ-09, 1ЛВ-10, ЛП, ПМЛ
- Тепловозні домкрати ДТ-30, ДТ-40, ДТ-30П, ДТ-40П
- Запасні частини для вантажних залізничних вагонів
- Обладнання для морських і річкових причальних споруд

Послуги, що надаються:
- Товарелитво по кресленням замовника
- Механічна обробка металу
- Порізка (розкрій) листового металу на машині плазмового і термічного різання
- Піскоструминне оброблення і порошкове фарбування металевих виробів
- Лабораторія фізико-хімічних досліджень металів і сплавів
- Лабораторія охорони навколишнього середовища і промислової санітарії

Основні виробничі підрозділи:.
- Ливарний цех

Має власні виробничі потужності, що дозволяє отримувати виливки з заданими замовником хімічним складом, структурою, твердістю, механічними властивостями і т. д.
- Механо-складальний цех

Проводить механічну обробку деталей і частково складальних одиниць; плазмове різання (розкрій) металу; піскоструминне оброблення і порошкове фарбування деталей.
- Послуги лабораторії
  - Лабораторія охорони навколишнього середовища і промислової санітарії.
  - Лабораторія фізико-хімічних методів дослідження металів і сплавів.